# Synlestes selysi
Synlestes selysi – gatunek ważki z rodziny Synlestidae.